# Базаркельды
Базаркельды (каз. Базаркелді) — село в Енбекшиказахском районе Алматинской области Казахстана. Входит в состав Жанашарского сельского округа. Код КАТО — 194047200.

## Население
В 2021 году население села составляло 664 человека (314 мужчины и 350 женщин). По данным переписи 2009 года, в селе проживало 1060 человек (512 мужчин и 548 женщин).